# هنري كوبر (لاعب كرة قدم)
هنري كوبر (بالإسبانية: Henry Cooper)‏ (11 ديسمبر 1989 بليمون في كوستاريكا - ) هو مدرب كرة قدم ولاعب كرة قدم كوستاريكي في مركز الهجوم. لعب مع Limón F.C. ‏ وA.D. Municipal Pérez Zeledón ‏ وMurciélagos F.C. ‏.

## وصلات خارجية
- هنري كوبر على موقع قاعدة بيانات كرة القدم.إي يو (الإنجليزية)
- هنري كوبر على موقع Soccerway.com (الإنجليزية)